# Jean III de Brosse
Jean III de Brosse, décédé en 1502, est le fils de Jean II de Brosse, comte de Penthièvre, et de Nicole de Châtillon-Penthièvre ; il est comte de Penthièvre de 1482 à 1502. Son fils René de Brosse lui succéda.

## Biographie
Il se marie le 15 mai 1468 avec Louise de Laval, fille de Guy XIV de Laval, comte de Laval, et d'Isabelle de Bretagne, fille du duc Jean V, avec qui il a : 
- René de Brosse  (vers 1470 - 24 février 1525), comte de Penthièvre,
- Madeleine, mariée en 1488 avec Janus de Savoie, comte de Faucigny et de Genève ; mariée vers 1492 avec François de Bretagne, baron d'Avaugour, comte de Vertus et de Goëllo ,
- Isabelle (?-1527), mariée en 1496 avec Jean IV, seigneur de Rieux,
- Catherine, mariée en 1500 avec Jean du Pont, baron de Pont-L'Abbé,
- Marguerite.

L'histoire d'amour entre Jean et Louise est évoquée dans le livre d'images Histoire d'amour sans paroles, conservé au musée Condé (ms.388).
Il mourut en 1485 selon B.Yeurc'h (Dom Morice).